# Бромид рения(III)
Бромид рения(III) — неорганическое соединение, соль металла рения и бромистоводородной кислоты с формулой ReBr3, 
красно-коричневые кристаллы, 
гидролизуется водой.

## Получение
- Реакция рения с пара́ми брома, разбавленными азотом:

{\displaystyle {\mathsf {2Re+3Br_{2}\ {\xrightarrow {450^{o}C,N_{2}}}\ 2ReBr_{3}}}}
- Разложение в вакууме гексаброморената серебра:

{\displaystyle {\mathsf {2Ag_{2}[ReBr_{6}]\ {\xrightarrow {}}\ 2ReBr_{3}+4AgBr+Br_{2}}}}

## Физические свойства
Бромид рения(III) образует красно-коричневые кристаллы, которые состоят из тримеров Re3Br9.
Легко очищается сублимацией в вакууме при 500°С.
Растворяется в ацетоне, этаноле, эфире.

## Химические свойства
- С концентрированной бромистоводородной кислотой образует бромокомплексы:

{\displaystyle {\mathsf {3ReBr_{3}+HBr\ {\xrightarrow {}}\ H[Re_{3}Br_{10}]}}}
- Гидролизуется водой:

{\displaystyle {\mathsf {2ReBr_{3}+3H_{2}O\ {\xrightarrow {}}\ Re_{2}O_{3}+6HBr}}}